# ドロテー・マルティン
ドロテー・マルティン（ドイツ語: Dorothee Martin、1978年1月21日 - ）は、ドイツの政治家。ドイツ社会民主党（SPD）所属の連邦議会議員。

## 経歴
カイザースラウテルンで生まれる。ハンブルク大学に入学し政治学と憲法を学び、卒業後は不動産業界で働いた。
1998年にドイツ社会民主党（SPD）に入党。2011年から2020年までハンブルク市議会議員を務めた。
2017年の連邦議会選挙に立候補したが、落選。しかし、SPDのハンブルクにおける州比例名簿2位で当選していたヨハネス・カースが2020年5月に連邦議会議員を辞任をしたため、州比例名簿3位であったマルティンが繰り上げ当選することとなった。
2021年の連邦議会選挙では、選挙区での当選を果たし再選された。